# Rhipidarctia subminiata
Rhipidarctia subminiata är en fjärilsart som beskrevs av Sergius G. Kiriakoff 1959. Rhipidarctia subminiata ingår i släktet Rhipidarctia och familjen björnspinnare. Inga underarter finns listade.